# تاس‌کباب
تاس کباب یکی از غذاهای ایرانی معروف است، این غذا در لاله زار یکی از شهرهای استان کرمان قبل از جنگ جهانی دوم طبخ می‌شده که در طبخ آن از گوشت قرمز، سیب زمینی، به، آلو، روغن مایع، رب گوجه‌فرنگی، گرد غوره، نمک، فلفل، ادویه، پیاز، هویج و گوجه‌فرنگی استفاده می‌شود و این غذا را معمولاً با نان و گاهی با برنج مصرف می‌کنند. آب تاس‌کباب برخلاف آبگوشت باید بسیار کم و مانند خورش باشد.
مواد لازم تاس کباب برای ۶ نفر:
| مواد لازم                      | اندازه           | مقدار / کالری      |
| گوشت سردست یا ران بدون استخوان | ۷۵۰ گرم          | ۱۰۰ گرم / ۳۲۰کالری |
| سیب زمینی                      | نیم کیلو         | ۱۰۰ گرم / ۷۵کالری  |
| به                             | ۲۵۰ گرم          | ۱۰۰ گرم / ۲۶کالری  |
| آلو خشک                        | ۲۵۰ گرم          | ۱۰۰ گرم / ۳۸کالری  |
| روغن مایع                      | ۱۰۰ گرم          | ۱۰۰ گرم / ۹۰۰کالری |
| رب گوجه‌فرنگی                   | یک قاشق مرباخوری | ۱۰۰ گرم / ۷۶کالری  |
| گرد غوره                       | سه قاشق سوپ‌خوری  | ۱۰۰ گرم / ۰ کالری  |
| نمک و فلفل و ادویه             | به مقدار کافی    | ۱۰۰ گرم / ۰ کالری  |

## شیوه پخت تاس کباب
- آلو را از قبل در آب سرد خیس می‌کنیم. پیاز را به صورت حلقه‌های نازک می‌بریم. پوست به را نیز کنده و به اندازه پره‌های پرتقال ورقه ورقه می‌بریم. سیب زمینی را هم پس از پوست گرفتن حلقه حلقه می‌کنیم.
- گوشت را نیز به شکل ورقه‌های نازک (تقریباً به طول و عرض دو بند انگشت) تکه‌تکه می‌کنیم. اکنون یک قابلمه تقریباً بزرگ روی اجاق می‌گذاریم و دو قاشق روغن کف آن می‌ریزیم و نخست دو ردیف پیاز حلقه شده.
- سپس یک ردیف گوشت روی آن می‌چینیم و کمی آلو روی آن می‌ریزیم و چند تکه به هم می‌گذاریم. گرد غوره را با نمک و فلفل و ادویه مخلوط کرده و روی این مواد می‌پاشیم و سپس یک قاشق روغن دیگر می‌ریزیم.
- این کار را تا تمام شدن مواد ادامه می‌دهیم و با افزودن دو لیوان آب در قابلمه را می‌بندیم و می‌گذاریم روی حرارت ملایم کاملاً بپزد. دست آخر سیب زمینی‌های ورقه شده را روی تاس کباب می‌ریزیم و با حل کردن رب گوجه فرنگی در نصف لیوان آب آن را داخل تاس کباب می‌ریزیم.
- این غذا تا آماده شدن نباید آب داشته باشد بنابراین مرتب به غذا سر بزنید. به هنگام کشیدن غذا در دیس دقت می‌کنیم تاس کباب را با کفگیر پهنی که مواد را مخلوط و له نکند بکشیم. چاشنی این غذا، سبزی خوردن، دوغ محلی و ترشی تازه است.

1. ↑  et. "تاس کباب | روزنامه اطلاعات" (به انگلیسی). Retrieved 2023-05-10.[پیوند مرده]